# Uni Arge
Uni Jógvansson Arge, né le 20 janvier 1971 à Tórshavn aux Îles Féroé, est un footballeur international féroïen, qui évoluait au poste d'attaquant. Il est aussi un journaliste, écrivain, musicien et chanteur. Il est également un ancien joueur de handball, il a joué 105 matchs pour 693 buts inscrits avec Kyndil Tórshavn.
Meilleur buteur de l'histoire du HB Tórshavn avec 182 buts inscrits en 231 rencontres.

## Biographie

### Carrière en club
Avec les clubs du HB Tórshavn et de l'ÍA Akranes, Uni Arge dispute 7 matchs en Coupe des coupes, pour un but inscrit, deux matchs en Coupe de l'UEFA et 4 matchs en Coupe Intertoto,.
Il termine par deux fois meilleur buteur du championnat des îles Féroé, en 1993 et 1997. Avec le HB Tórshavn, il remporte quatre coupes des îles Féroé, mais surtout trois titres de champion des îles Féroé.

### Carrière internationale
Uni Arge compte 37 sélections et 8 buts avec l'équipe des îles Féroé entre 1992 et 2002,. 
Il est convoqué pour la première fois en équipe des îles Féroé par le sélectionneur national Páll Guðlaugsson, pour un match amical contre Israël le 5 août 1992. Le match se solde par un match nul (1-1). 
Le 25 avril 1993, il inscrit son premier but en sélection contre Chypre, lors d'un match des éliminatoires de la Coupe du monde 1994. Le match se solde par une défaite 3-1 des Féroïens.
Il reçoit sa dernière sélection le 13 février 2002 contre le Liechtenstein, où il inscrit son huitième but en sélection. Le match se solde par une victoire 1-0 des Féroïens.

## Palmarès

### En club
- Avec le HB Tórshavn
  - Champion des îles Féroé en 1988, 1990 et 2002
  - Vainqueur de la Coupe des îles Féroé en 1988, 1989, 1992 et 1995

- Avec l'ÍA Akranes
  - Vainqueur de la Coupe d'Islande en 2000

### Distinctions personnelles
- Meilleur buteur du Championnat des îles Féroé en 1993 (11 buts) et 1997 (24 buts)

## Statistiques

### Buts en sélection
Le tableau suivant liste tous les buts inscrits par Uni Arge avec l'équipe des îles Féroé.